# ハマタクシー
ハマタクシーは新潟県新潟市北区にあるタクシー会社。

## 概要
1966年設立。新潟市北区の一部の営業エリアとするタクシー会社。2018年にワイケーホールディングスの子会社となった。2020年4月に破産した三田村の弁当事業を引き継いだ。

## 関連会社
- ワイケーホールディングス - 親会社
- 松浜自動車 - 新潟市北区にある自動車整備業と自動車販売を行う会社。ハマタクシーの車検整備を担う。
- たわら屋
- 太子堂